# Minettia albonito
Minettia albonito är en tvåvingeart som beskrevs av Charles Howard Curran 1926. Minettia albonito ingår i släktet Minettia och familjen lövflugor.
Artens utbredningsområde är Puerto Rico. Inga underarter finns listade i Catalogue of Life.